# Patrick Ouchène
Patrick Ouchène é um cantor belga.
Ele foi escolhido para representar a Bélgica no Festival Eurovisão da Canção 2009 em  Moscovo.